# جاناتان پانزو
جاناتان پانزو (انگلیسی: Jonathan Panzo؛ زادهٔ ۲۵ اکتبر ۲۰۰۰) بازیکن فوتبال اهل بریتانیا است.
از باشگاه‌هایی که در آن بازی کرده‌است می‌توان به باشگاه فوتبال آاس موناکو اشاره کرد.
وی همچنین در تیم‌های ملی فوتبال زیر ۱۶ سال انگلستان، زیر ۱۷ سال انگلستان، زیر ۱۸ سال انگلستان، زیر ۱۹ سال انگلستان، و زیر ۲۱ سال انگلستان بازی کرده‌است.

## دوران ملی
پانزو بخشی از تیم ملی فوتبال زیر ۱۷ سال انگلستان بود که در مسابقات قهرمانی زیر ۱۷ سال اروپا در سال ۲۰۱۷ به مقام نایب قهرمانی دست یافت. او سپس بخشی از تیمی بود که اسپانیا را شکست داد و جام جهانی فوتبال زیر ۱۷ سال ۲۰۱۷ را برد. پانزو نماینده انگلیس در سطح زیر ۱۹ سال نیز بود. او همچنین به عنوان کاپیتان تیم زیر ۱۹ سال بازی کرد.
در ۳۰ اوت ۲۰۱۹، پانزو برای اولین بار در ترکیب تیم ملی فوتبال زیر ۲۱ سال انگلستان قرار گرفت و اولین بازی خود را در جریان برد ۳–۲ مقدماتی یورو ۲۰۲۱ زیر ۲۱ سال مقابل ترکیه در ۶ سپتامبر ۲۰۱۹ انجام داد.

## زندگی شخصی
پانزو در بروکلی، لندن از پدر و مادری اهل ساحل عاج به دنیا آمد.